# Laura Michelle Kelly
Laura Michelle Kelly (n. isla de Wight; 4 de marzo de 1981) es una actriz y cantante británica que alcanzó la aclamación de la crítica en el papel de Mary Poppins en el musical del mismo título.

## Biografía
Laura Michelle Kelly es originaria de la isla de Wight, frente a la costa sur de Inglaterra. Asistió a la escuela Solent Middle y al instituto Sandown. Su primer papel en un musical fue el de Blousey Brown en Bugsy Malone, ya en Solent Middle. En su isla se formó musicalmente en el Shanklin Stage Coach, donde aprendió el arte del teatro musical, pero desarrolló su talento en mayor medida mediante clases de canto con Barbra Walters.
Kelly está divorciada del coreógrafo Nick Winston, con quien se casó en 2001.

## Carrera en el teatro musical
Los musicales del West End interpretados por Kelly incluyen: La bella y la bestia como Bella, Whistle Down The Wind como Tragar (2000), Les Misérables como Eponine en el Palace Theatre (2001), Mamma Mia! como Sophie en el Prince Edward Theatre (2002) y My Fair Lady como Eliza, en el Teatro Drury Lane (2003). Hizo su debut en Broadway en una reposición de El violinista en el tejado como Hodel (2004).
Mary Poppins se estrenó en septiembre de 2004 en el Hipódromo de Bristol, para después, en diciembre, llegar al West End en el Prince Edward Theatre. Por su papel de Mary Poppins, Kelly obtuvo críticas muy favorables. En 2005 ganó por este papel el Olivier a la Mejor Actriz en un Musical. Se fue de Mary Poppins el 29 de octubre de 2005, después de más de 400 actuaciones y fue sucedida por Scarlett Strallen. Kelly se trasladó a Singapur para protagonizar un remake de A Twist of Fate producido por la Compañía Repertorio de Singapur y coprotagonizado por Anthony Drewe, quien coescribió la música con el compositor singaporense Dick Lee.
En 2006 regresó a la escena del espectáculo londinense con A Tribute to Dirty Dancing en Kenwood House y Marble Hill. Kelly y Michael Ball actuaron en el Hackney Empire el jueves 1 de agosto de 2006 en memoria de Anthony Newley, acto que la BBC Radio 2 emitió el 29 de septiembre de 2006. Kelly fue la invitada especial de Jools Holland y su orquesta de rhythm & blues en su gira de diciembre de 2006. El 27 de agosto de 2007, Kelly hizo su debut en los Proms de la BBC, interpretando «The Prayer», de la banda sonora de la película Quest for Camelot, junto a Michael Ball.
Durante la temporada 2007-2008, Kelly representó el papel de Galadriel en la producción original de Londres de El Señor de los Anillos, en el Drury Lane, y recibió por él muy buenas críticas. El pre show de esta obra comenzó el 9 de mayo de 2007, y su estreno oficial se produjo la noche del 19 de junio. Kelly representó su última actuación el 2 de febrero de 2008, y fue reemplazada por Abbie Osman. 
El siguiente trabajo de Kelly fue la interpretación del doble papel de una monja y la exmujer florero de Johnny Briggs, actor de la soap opera Coronation Street, en una producción de la ITV1 sobre la novela Némesis, de Agatha Christie. Kelly también trabajó junto a Kevin Spacey y Jeff Goldblum en la obra de David Mamet Speed-the-Plow en el Teatro Old Vic de Londres, del 1 de febrero al 26 de abril de 2008, y en el Ruhrfestspiele de Recklinghausen (Alemania), en mayo de 2008. 
Desde el 12 de octubre de 2009, Kelly retomó el papel de Mary Poppins en el Teatro New Ámsterdam de Broadway, en sustitución de Scarlett Strallen. Kelly y Gavin Lee llevaron a cabo una actuación especial como Mary Poppins y Bert en el America Celebrates July 4th at Fords Theatre ante el presidente Barack Obama y su esposa, la primera dama Michelle Obama, el 6 de junio de 2010. Ese especial fue emitido el 2 de julio de 2010 por la ABC. El 24 de agosto de 2010 Gavin Lee (protagonista original en el papel de Bert en el Mary Poppins de Londres) regresó a Broadway junto con Kelly para retomar el dúo protagonista de cinco años atrás.

## Carrera cinematográfica
Kelly debutó en el cine en 2008 como Lucy Barker en la película de Tim Burton para DreamWorks Sweeney Todd.
El 6 de marzo de 2011 dejó Mary Poppins en Broadway (suplida por Ashley Brown, la Mary original de Nueva York) para interpretar otra película titulada Goddess, en la que interpreta el papel de Elspeth Dickens. Actualmente Kelly se encuentra en Australia filmando la película, y está previsto que recupere su papel de Mary Poppins en julio de 2011.

## Carrera discográfica
Kelly lanzó su primer sencillo, «There Was a Time», a través del sello discográfico Angel Music, de EMI, para su descarga exclusiva el día 17 de abril de 2006. El single mereció la calificación de «grabación de la semana» en la BBC Radio 2. Este sencillo se tomó de su álbum de debut como solista, titulado The Storm Inside, que fue lanzado el 1 de mayo de 2006, e incluye seis versiones y otros seis temas originales, de los que tres han sido escritos por la propia Kelly.
Un nuevo sencillo, titulado «What's It All For?» y escrito por el cantante Judie Tzuke, fue lanzado como descarga digital el 5 de marzo de 2007; seguido por el lanzamiento el 7 de mayo, también por Angel Music, de un nuevo álbum, titulado What's It All For? de forma homónima, que incluye sólo tres nuevas canciones, y una selección de temas de The Storm Inside.